# Apteronotus
Genre
Apteronotus est un genre de poissons gymnotiformes de la famille des Apteronotidae.

## Distribution
Les espèces de ce genre se rencontrent en Amérique du Sud.

## Description
"Poisson couteaux"

## Liste d'espèces
Selon FishBase (6 mai 2010) :
- Apteronotus albifrons  (Linnaeus, 1766)
- Apteronotus apurensis  Fernández-Yépez, 1968
- Apteronotus bonapartii  (Castelnau, 1855)
- Apteronotus brasiliensis  (Reinhardt, 1852)
- Apteronotus camposdapazi  de Santana & Lehmann, 2006
- Apteronotus caudimaculosus  de Santana, 2003
- Apteronotus cuchillejo  (Schultz, 1949)
- Apteronotus cuchillo  Schultz, 1949
- Apteronotus ellisi  (Alonso de Arámburu, 1957)
- Apteronotus eschmeyeri  de Santana, Maldonado-Ocampo, Severi & Mendes, 2004
- Apteronotus galvisi  de Santana, Maldonado-Ocampo & Crampton, 2007
- Apteronotus jurubidae  (Fowler, 1944)
- Apteronotus leptorhynchus  (Ellis, 1912)
- Apteronotus macrolepis  (Steindachner, 1881)
- Apteronotus macrostomus  (Fowler, 1943)
- Apteronotus magdalenensis  (Miles, 1945)
- Apteronotus magoi  de Santana, Castillo & Taphorn, 2006
- Apteronotus mariae  (Eigenmann & Fisher, 1914)
- Apteronotus milesi  de Santana & Maldonado-Ocampo, 2005
- Apteronotus rostratus  (Meek & Hildebrand, 1913)
- Apteronotus spurrellii  (Regan, 1914)

## Référence
- Lacepède, 1800 : Histoire naturelle des poissons. Histoire naturelle des poissons. vol. 2, p. 1-632.